# Gojko Cimirot
Gojko Cimirot (ur. 19 grudnia 1992 w Trebinju) – bośniacki piłkarz grający na pozycji pomocnika w Standardzie Liège.

## Kariera klubowa
Piłkę nożną zaczął uprawiać w wieku siedmiu lat w FK Leotar Trebinje, a w wieku 16 lat został włączony do pierwszej drużyny tego klubu. W czerwcu 2013 trafił do FK Sarajevo. Zadebiutował w tym klubie 4 lipca 2013 w wygranym 1:0 meczu z AC Libertas w eliminacjach do Ligi Europy. W sierpniu 2015 podpisał trzyletni kontrakt z PAOK FC. Jego transfer był najdroższym w historii ligi bośniackiej. W styczniu 2018 przeszedł do Standardu Liège.

## Kariera reprezentacyjna
W reprezentacji Bośni i Hercegowiny zadebiutował 4 września 2014 w meczu z Liechtensteinem.